# PGC 2554198
LEDA/PGC 2554198 ist eine Galaxie im Sternbild Großer Bär am Nordsternhimmel, die schätzungsweise 641 Millionen Lichtjahre von der Milchstraße entfernt ist. Im selben Himmelsareal befinden sich u. a. die Galaxien NGC 3440 und NGC 3458.